# Hainfeld (Birgland)
Hainfeld ist ein Gemeindeteil von Birgland im Landkreis Amberg-Sulzbach in der bayerischen Oberpfalz.

## Geografie
Der Weiler im Norden des Oberpfälzer Jura ist einer von 42 amtlich benannten Gemeindeteilen der Gemeinde Birgland im westlichen Teil der Oberpfalz. Das auf einer Höhe von 548 m ü. NHN gelegene Hainfeld ist etwa sechs Kilometer von dem ostnordöstlich liegenden Pfarrdorf Illschwang entfernt, in dem die Birglander Gemeindeverwaltung ihren Sitz hat.

## Geschichte

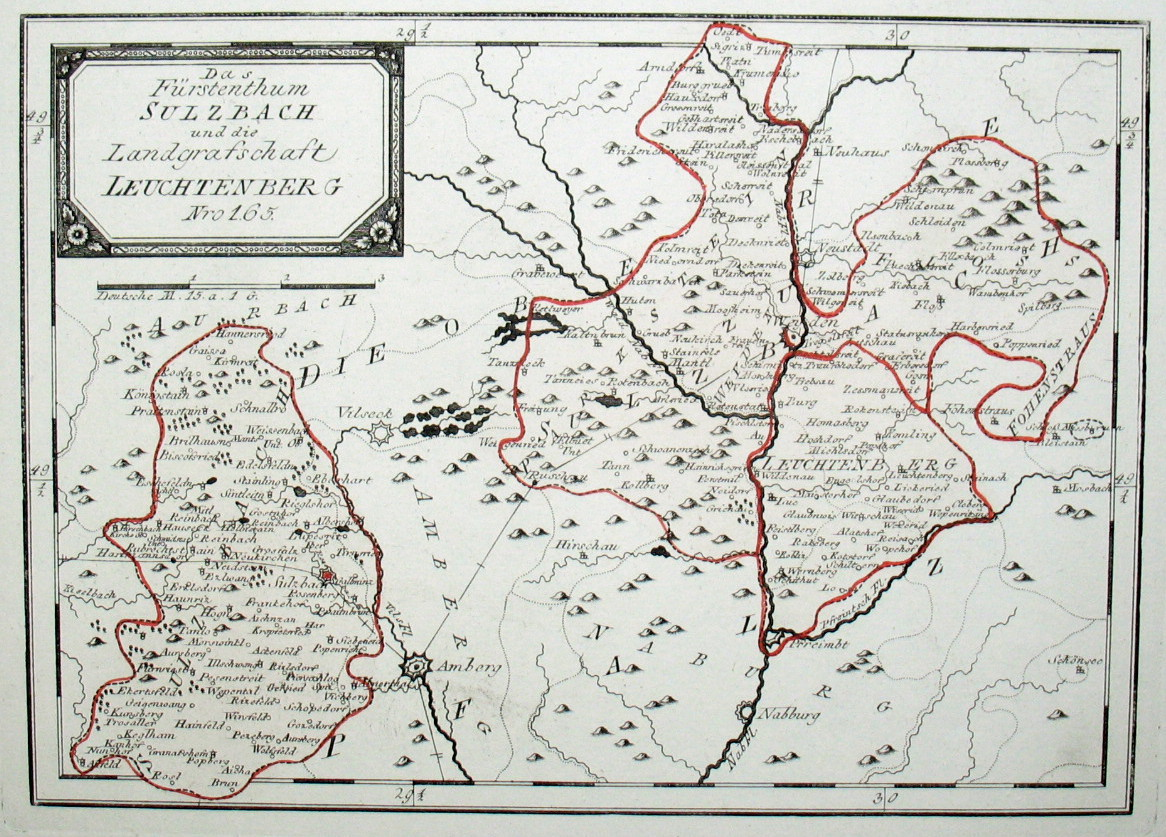
Das Territorium des Herzogtums Sulzbach mit dem Gebiet des Landrichteramtes Sulzbach im Südwesten

Zum Ende des Heiligen Römischen Reiches unterstand der bis 1777 kurpfälzische Weiler der Landeshoheit des Kurfürstentums Pfalzbaiern. Er gehörte dabei zum Landrichteramt Sulzbach, dem  südwestlichen Teil des wittelsbachischen Herzogtums Sulzbach. Im Rahmen des im Herzogtum Sulzbach seit 1652 geltenden Simultaneums waren die evangelischen Einwohner des damals aus fünf Anwesen bestehenden Ortes nach Fürnried gepfarrt, die katholischen Einwohner der Pfarrei in Heldmannsberg zugeordnet.
Durch die Verwaltungsreformen zu Beginn des 19. Jahrhunderts im Königreich Bayern wurde Hainfeld mit dem Zweiten Gemeindeedikt im Jahr 1818 ein Bestandteil der Landgemeinde Poppberg, zu der auch die Orte Gronatshof, Matzenhof und Ödamershüll gehörten. Im Zuge der kommunalen Gebietsreform in Bayern in den 1970er Jahren wurde Hainfeld zusammen mit der Gemeinde Poppberg am 1. Juli 1972 in die neu gebildete Flächengemeinde Birgland eingegliedert. Im Jahr 1987 zählte das aus sieben Anwesen bestehende Hainfeld 17 Einwohner.

## Verkehr
Die aus dem Nordnordosten von der Kreisstraße AS 3 kommende Kreisstraße AS 36 führt am nördlichen Ortsrand vorbei und verläuft westwärts nach Eckeltshof. Der ÖPNV bedient den Weiler an einer Haltestelle der Rufbuslinie 24 des VGN. Der am schnellsten erreichbare Bahnhof befindet sich in Sulzbach-Rosenberg an der Bahnstrecke Nürnberg–Schwandorf.